# Campo visivo

Sovrapposizione dei campi visivi monoculari

Angoli di visuale

Il campo visivo è un'area che rappresenta la parte del mondo esterno visibile quando si fissa un punto.

## Caratteristiche
Si deve, ovviamente, distinguere, tra campo visivo binoculare, che rappresenta ciò che è visibile con entrambi gli occhi, dal campo visivo monoculare, che si riferisce a un solo occhio. I campi visivi monoculari dei due occhi si sovrappongono parzialmente nella zona binoculare.
Gli stimoli visivi provenienti dalla metà destra del campo visivo raggiungono l'emisfero sinistro del cervello mentre l'emicampo visivo sinistro è elaborato dall'emisfero destro. (nel chiasma ottico le fibre provenienti dalle emiretine nasali decussano e la porzione di campo sinistro elaborata dall'occhio destro o viceversa viene integrata con la porzione di campo corrispondente dell'occhio opposto). Il campo visivo, così come la retina, viene di solito diviso in 4 quadranti (due assi perpendicolari tra loro si intersecano in un punto detto 'di fissazione', che corrisponde alla fovea retinica).
L'esistenza dei due campi visivi è detta disparazione binoculare.

## Anatomia e disturbi di campo visivo
Il nervo ottico è costituito da fibre nervose provenienti dalle emiretine nasali e temporali di ciascun occhio (rispettivamente la parte della retina 'interna' e quella verso le tempie); dunque, una lesione del nervo ottico determinerà la perdita totale della vista dell'occhio omolaterale.
I nervi ottici si uniscono nel chiasma ottico, dove solo le fibre provenienti dalle emiretine nasali si incrociano, mentre quelle provenienti dalle emiretine temporali procedono ipsilateralmente nel tratto ottico. Il tratto ottico di sinistra, ad esempio, sarà composto da fibre che provengono dalla emiretina temporale sinistra e dalla emiretina nasale destra. In altri termini, il tratto ottico sinistro conterrà una rappresentazione completa dell'emicampo visivo destro.
Una lesione sagittale del chiasma ottico produrrà emianopsia eteronima bitemporale (cioè perdita della vista delle due metà temporali di entrambi i campi visivi), mentre una lesione del tratto ottico determinerà emianopsia omonima controlaterale (cioè la cecità della stessa metà del campo visivo di ciascun occhio).
Gli assoni del tratto ottico prendono sinapsi nel corpo genicolato laterale (CGL) del talamo. Le fibre talamiche di proiezione dal CGL si aprono a ventaglio a formare le radiazione ottica e raggiungono la corteccia occipitale che occupa i due labbri della scissura calcarina. Il labbro superiore riceve le informazioni che provengono dai campi visivi inferiori (che cadono sull'emiretina superiore), il labbro inferiore riceve informazioni che provengono dai campi visivi superiori (che cadono sull'emiretina inferiore).
La lesione di una radiazione ottica subito dopo il CGL determina un disturbo emianoptico limitato ad un quadrante omonimo del campo visivo (superiore o inferiore), poiché le lesioni non distruggono mai tutte le fibre delle radiazioni ottiche.
Lesioni della corteccia occipitale possono, se interessano entrambi i labbri della scissura calcarina, produrre emianopsia omonima controlaterale, e se il danno riguarda entrambi gli emisferi, cecità corticale. Tuttavia, a differenza della lesione del tratto ottico, viene quasi sempre risparmiata la porzione centrale del campo visivo (risparmio maculare).

## Esami diagnostici
Lo studio del campo visivo permette di misurare la sensibilità retinica e gli eventuali difetti periferici o centrali, in questo modo è possibile valutare la nascita o il progredire di malattie come il glaucoma.
Le alterazioni alla sensibilità del campo visivo possono essere un effetto anche di patologie neurologiche, quali la neurite ottica e l'edema della papilla, e di patologie cerebrovascolari quali l'ischemia del nervo ottico.

## Geometria descrittiva
In geometria descrittiva il campo visivo indica la porzione di spazio che può essere percepita da un osservatore e proiettata su un piano visivo.
Il campo visivo viene approssimato come un cono ellittico con apertura angolare variabile in base alla visione periferica considerata. Escludendo la lontana periferia, tende ad approssimarsi con il campo della visione binoculare, ossia un cono di circa 95° orizzontali e per circa 80° verticali.
Considerando la massima visione periferica possibile, si aggiungono orizzontalmente ulteriori 60°-70° coperti solo da un occhio per volta. Può raggiungere i 130°–135° verticali e 200°–220° orizzontali.

## Astronomia
In astronomia il campo visivo è conosciuto con l'acronimo FOV (Field Of View).